# Milton Propper
Milton Propper, nome completo Milton Morris Propper (Pennsylvania, 1906 – 1962), è stato uno scrittore statunitense.

## Biografia
Laureatosi in legge presso la University of Pennsylvania, iniziò a lavorare per il quotidiano The Public Ledger, scrivendo recensioni di libri e spettacoli teatrali. Nel 1929 diede alle stampe il suo primo romanzo giallo, The Strange Disappearance of Mary Young, cui seguirono altri tredici romanzi. Propper è il creatore del personaggio Tommy Rankin, un giovane detective della polizia di Philadelphia. Negli anni Quaranta si convinse ad abbandonare la scrittura a causa di un calo consistente delle vendite dei suoi libri, dovuto principalmente alla mancanza di innovazione del suo stile di scrittura, soprattutto rispetto alle nuove mode letterarie del giallo d'azione. Dopo aver pubblicato il suo ultimo romanzo nel 1943, The Blood Transfusion Murders, s'impiegò presso la Social Security Administration. A seguito di travagliate vicende giudiziarie e in condizioni di indigenza, si suicidò nel 1962.

## Opere
- The Strange Disappearance of Mary Young (1929)
- The Ticker-Tape Murder (1930)
- The Boudoir Murder (1931)
- The Student Fraternity Murder (1932)
- The Divorce Court Murder (1934), edito in Italia con il titolo Morte in sala d'attesa, I Bassotti n. 68[1]
- The Family Burial Murders (1934)
- The Election Booth Murder (1935)
- One Murdered, Two Dead (1936)
- The Great Insurance Murders (1937)
- The Case of the Cheating Bride (1938)
- Hide the Body! (1939)
- The Station Wagon Murder (1940)
- The Handwriting on the Wall (1941)
- The Blood Transfusion (1943)